# Дихромат лития
Дихромат лития — соль лития и дихромовой кислоты с формулой Li2Cr2O7.

## Получение
- Действие на хромат лития разбавленных кислот:

{\displaystyle {\mathsf {2Li_{2}CrO_{4}+2H_{2}SO_{4}\ {\xrightarrow {}}\ Li_{2}Cr_{2}O_{7}+2LiHSO_{4}+H_{2}O}}}
- Сплавление оксида хрома(VI) и оксида лития:

{\displaystyle {\mathsf {2CrO_{3}+Li_{2}O\ {\xrightarrow {T}}\ Li_{2}Cr_{2}O_{7}}}}

## Физические свойства
Дихромат лития образует оранжево-красные кристаллы.
Очень хорошо растворяется в воде, не растворяется в диэтиловом эфире и тетрахлорметане.
Образует кристаллогидрат состава Li2Cr2O7•2H2O.
Ядовит, канцерогенен.